# Dragon Age
Dragon Age ist ein Computerspielfranchise des kanadischen Entwicklerstudios BioWare, das auf dem Kontinent Thedas einer mittelalterlich inspirierten Fantasywelt angesiedelt ist. Beginnend mit Dragon Age: Origins aus dem Jahr 2009 bildete sich um die Hauptreihe aus Computer-Rollenspielen ein Franchise mit weiteren Computerspielen und Ablegern im Bereich Comic, Buch, Film und Pen-&-Paper-Rollenspiel. Die Markenrechte liegen beim US-amerikanischen Computerspielhersteller Electronic Arts, der BioWare im Januar 2008 übernommen hatte.

## Entwicklungsgeschichte
| Spiel                   | Metacritic                              |
| ----------------------- | --------------------------------------- |
| Dragon Age: Origins     | 91/100 (Win) 87/100 (PS3) 86/100 (X360) |
| Dragon Age 2            | 82/100 (Win) 82/100 (PS3) 79/100 (X360) |
| Heroes of Dragon Age    | 59/100 (iOS)                            |
| Dragon Age: Inquisition | 87/100 (Win) 89/100 (PS4) 86/100 (XOne) |

Im Mai 2004 kündigte der kanadische Computerspielentwickler BioWare erstmals die Arbeiten an einem Rollenspiel namens Dragon Age an und präsentierte auf der Computerspielfachmesse E3 eine erste Demo des Spiels. BioWare-Gründer Ray Muzyka bezeichnete das Spiel dabei als „geistigen Nachfolger zu Baldur’s Gate“, BioWares erfolgreicher Rollenspielreihe auf Grundlage des Dungeons-&-Dragons-Regelwerks. Anders als die meisten vorherigen BioWare-Spiele sollte Dragon Age jedoch auf einem vollständig selbst entwickelten Hintergrundszenario aufbauen. Das Entwicklerstudio beschrieb es als düstere, heldenhafte Fantasy (engl.: dark heroic fantasy) und gab als Einfluss unter anderem die Romanreihe Das Lied von Eis und Feuer von George R. R. Martin an. Das Spiel blieb über mehrere Jahre in Entwicklung, während dieser Zeit wurde das Studio im Januar 2008 vom US-amerikanischen Publisher Electronic Arts übernommen. Es erschien schließlich im November 2009 unter dem Titel Dragon Age: Origins für Windows, Xbox 360 und PlayStation 3 und wurde im Verlauf mit mehreren Downloadinhalten und einem Add-on erweitert.
Bereits zuvor, im Mai 2009, kündigte BioWare mit dem Rollenspielverlag Green Ronin Publishing die Entwicklung eines Pen-&-Paper-Rollenspiels im Dragon-Age-Universum an. Es stellte laut Produzent Mark Darrah einen weiteren Schritt im Ausbau der Marke zu einem umfassenden Franchise dar. Außerdem gebe es die Möglichkeit, die Spielwelt detaillierter auszugestalten. Im März 2009 veröffentlichte David Gaider, der Hauptautor des Computerspiels, mit der englischen Originalauflage von Dragon Age: Der gestohlene Thron das erste Buch zum Spiel, das Ereignisse aus der Zeit vor Origins zum Thema hat. Im Januar 2010 kündigte DC Comics ein Set aus vier Actionfiguren an, die im September 2010 veröffentlicht wurden. Begleitend entstanden außerdem immer wieder auch kleinere Spiele für Webbrowser oder Mobiltelefone, oft im Zusammenhang mit der Veröffentlichung eines Titels der Hauptreihe. Diese wurde 2011 mit Dragon Age 2 fortgesetzt, das aufgrund einiger Konzeptveränderungen aber auch auf Kritik stieß. Im selben Jahr erschien im Zusammenhang mit der Veröffentlichung einer Downloaderweiterung für Dragon Age 2 erstmals eine offizielle Filmadaption der Dragon-Age-Spielwelt, die Webserie Dragon Age: Redemption von und mit Schauspielerin Felicia Day. 2012 folgte die Anime-Verfilmung Dragon Age: Dawn of the Seeker. 2014 wurde die Hauptreihe mit Veröffentlichung des Spiels Dragon Age: Inquisition fortgesetzt.

## Spielwelt

### Thedas
Thedas, entstanden aus dem Akronym The Dragon Age Setting (engl. für das Dragon-Age-Szenario), ist ein Kontinent auf der Südhalbkugel der Fantasywelt und zentraler Schauplatz der Computerspielreihe. In Thedas liegen die Reiche Ferelden, Orlais, Anderfels, Nevarra, Antiva, Rivain, die Freien Marschen und das Tevinter-Imperium. Er wird hauptsächlich bewohnt von einem Völkergemisch aus Menschen, Elfen und Zwergen, wobei die Menschen vorherrschend sind. Das elfische Reich, das einst in Thedas existierte, wurde durch die Ankunft der Menschen aus dem Norden vollkommen zerstört und seine Kultur nahezu vergessen. Die Elfen verloren ihre Unsterblichkeit und gelten bei den Menschen inzwischen als minderwertig, offener Rassismus ist an der Tagesordnung. Sie werden oftmals als Sklaven gehalten oder fristen in den Städten der Menschen ein Dasein als Bürger zweiter Klasse. Einige Elfen versuchen dieser Unterdrückung zu entfliehen und ein selbstbestimmtes Leben gemäß ihren alten Traditionen zu führen. Sie bezeichnen sich als Dalish und ziehen zumeist in traditionellen Stammesverbänden durch die Wälder Thedas', wobei sie die bruchstückhaften Überbleibsel ihrer Kultur wieder zusammenzutragen versuchen.
Die Gesellschaft der Zwerge ist durch ein strenges Kastensystem gekennzeichnet, das für seine Mitglieder kaum Durchlassmöglichkeiten bietet und vom ständigen Wettstreit der familiären Eliten gekennzeichnet ist. Einst lebten die Zwerge in zahlreichen unterirdischen Städten (sog. Thaigs), die über ein großes Tunnelnetzwerk, die Tiefen Wege, miteinander verbunden waren. Mit dem Auftauchen der dunklen Brut gingen diese jedoch – mit Ausnahme von Orzammar, Kal-Sharok und Kal'Hirol – allesamt an die verderbten Kreaturen verloren. Zahlreiche Zwerge leben seither auch an der Oberfläche, was sie bei ihren unterirdischen Verwandten zu Ausgestoßenen macht, denen mit der Zeit auch der besondere unterirdische Orientierungssinn der Zwerge für immer verloren geht.
Die dunkle Brut sind eine der größten Gefahrenquellen für die freien Bewohner von Thedas. Diese verdorbenen Kreaturen, die einst von den Magiern aus Tevinter erschaffen wurden, beherrschen vor allem den Untergrund mit den alten Zwergenstädten und ihren Verbindungstunneln. In unregelmäßigen Abständen versuchen sie jedoch unter Führung eines Erzdämons in einer großangelegten Offensive an die Oberfläche vorzudringen. Diese werden als Verderbnis bezeichnet.

### Par Vollen
Das von den Einwohnern Thedas' auch als „der besetzte Norden“ bezeichnete Par Vollen ist ein eigener Kontinent, der von Thedas durch einen schmalen Meeresarm getrennt ist. Er ist weitgehend unbekannt und Hoheitsbereich der Qunari.

### Das Nichts
Das „Nichts“ (engl.: The Fade) ist eine magische Parallelwelt zu Thedas. Sie galt als Aufenthaltsort des Schöpfergottes, des Erbauers, als er alten Legenden gemäß noch in der Goldenen Stadt lebte. Heute finden sich dort vor allem die Geister der Verstorbenen und machthungrige Dämonen, die in die Welt von Thedas einzudringen versuchen. Unter normalen Umständen ist das Nichts für Sterbliche physisch nicht zugänglich, wird aber von allen Rassen von Thedas mit Ausnahme der Zwerge in jedem Traum „bereist“. Ebenfalls nur mit Magie, insbesondere Blutmagie, und bestimmten magischen Erzen, dem sog. roten Lyrium, kann der Schleier (engl.: The Veil) durchlässig gemacht werden, der die beiden Welten voneinander trennt. Einer der größten Durchbrüche zwischen dem Nichts und Thedas ist die in Dragon Age: Inquisition entstandene magische Bresche.

## Gruppierungen

### Die Kirche
Die Kirche des Erbauers (engl.: The Chantry) ist die vorherrschende Religion in Thedas. Der Erbauer gilt dabei als Schöpfergott, der sich irgendwann wegen der Verfehlungen seiner Geschöpfe aus der Welt zurückzog und seither nicht mehr in Erscheinung trat. Einzig während der Vorherrschaft der Magier des Tevinter Imperiums über ganz Thedas offenbarte er sich der Kriegerin Andraste, der er seine Wiederkehr ankündigte, sofern die ganze Welt zum Glauben an ihn zurückkehren sollte. Andraste drängte darauf nach Ende der ersten Verderbnis mit einem großen Heer den Einfluss des Tevinter-Imperiums und deren Glaube an die sieben Alten Götter zurück, wobei sie den Märtyrertod starb. Aus ihren Anhängern entstand die Kirche des Erbauers mit Zentrum in Orlais, deren weibliches Oberhaupt den Titel Die Göttliche trägt. Selbst während politischer Krisenperioden und in Kriegszeiten bietet die Kirche eine alle Länder einende Grundlage. Über den ihr unterstellten Orden der Templer und die Sucher der Wahrheit kontrolliert sie kontinentweit über lange Zeit die Ausübung der Magie, indem sie alle magisch Begabten in von der restlichen Welt abgeschlossenen Konventen unterbringen und überwachen ließ. Nach den Ereignissen von Dragon Age 2 zerbricht diese alte Ordnung und die Kirche verliert ihren Einfluss auf den Templerorden, es kommt zum Krieg zwischen den Templern und den Magiern. Seither bemüht sich die Kirche, zwischen den verfeindeten Gruppierungen zu vermitteln und Friedensverhandlungen herbeizuführen.
Neben der Kirche des Erbauers gibt es eine weitere Kirche andrastianischer Prägung in Tevinter, die in der Dragon-Age-Reihe jedoch kaum Erwähnung findet.

### Der Orden der Templer
Der Orden der Templer (engl.: Templar Order) war lange Zeit der militärische Arm der Kirche. Er wurde nach dem Bündnisschluss der Inquisition mit der Kirche des Erbauers gegründet, um die Magie zu kontrollieren, die die erste Verderbnis herbeigeführt hatte. Die Ritter des Ordens kontrollierten seither die Magier in abgeschlossenen Einrichtungen, den sog. Zirkeln. So sollte das Credo der Kirche gewahrt werden, dass die Magie den Menschen dienen, nicht über sie herrschen solle. Die Templer spürten alle magiebegabten Personen auf und brachten sie zur Ausbildung und Kontrolle in die Zirkel. Dort sollten sie insbesondere verhindern, dass Magier in Verbindung mit Dämonen treten und von diesen unterworfen werden. Solche von Dämonen gesteuerte Magier werden als Abscheulichkeit bezeichnet und von den Templern mit allen Mitteln verfolgt und getötet. Um gegen die Magie gewappnet zu sein, verwenden die Templer die ebenfalls magischen Lyrium-Kristalle, die ihnen besondere Fähigkeiten verleihen. Ihre besondere Aufmerksamkeit gilt der Suche und Verfolgung sogenannter Blutmagier, die sie als Maleficarum (Singular: Maleficar, lateinisch für „Übeltäter“) bezeichnen.
Für die Kontrolle der Zirkelmagier setzten die Templer auf sogenannte Phylakterien, die für jeden Magier individuell aus seinem Blut hergestellt wurden. Mit einem Phylakterion kann ein Magier bei Flucht aus dem Zirkel jederzeit wieder aufgespürt werden. Aus der Kontrollfunktion der Templer entwickelte sich zunehmend eine Unterdrückung der Magier, die sich im Zuge der Ereignissen von Dragon Age 2 schließlich in einer offenen Revolte entlud, die sich von Kirkwall über den ganzen Kontinent ausbreitete. Während die Kirche bemüht blieb, den Frieden zu wahren, sagte sich der Templerorden von ihr los und begann, die Magier auf dem gesamten Kontinent unnachgiebig zu bekämpfen.

### Zirkel der Magi
Da die Magieraristokratie von Tevinter verantwortlich für die Erschaffung der dunklen Brut war, werden Magier gemeinhin als Bedrohung wahrgenommen. Die Haltung der Kirche ist, dass die Magie existiere, um den Menschen zu dienen, nicht um über sie zu herrschen. Seit Andrastes Sieg über die Magier von Tevinter lebte die Mehrzahl der Magier daher lange Zeit abgeschieden von der restlichen Welt in geschlossenen Konventen, den sogenannten Zirkeln (engl.: Circle of Magi), wo sie ihre Fähigkeiten trainierten und darin geschult wurden, den Verlockungen der Dämonen des Nichts zu widerstehen. Das Nichts ist eine Geisterwelt, zu der die Magier aufgrund ihrer Fähigkeiten im Traum Kontakt aufnehmen können. Dort kann der Magier beispielsweise den Geistern der Verstorbenen begegnen. Dort leben jedoch auch Dämonen, die von den niederen Instinkten der Menschen geschaffen wurden und versuchen, den Magier zu verführen, unter ihre Kontrolle zu bringen und so letztlich den Übertritt in die Lebenswelt der Bewohner Thedas' zu erreichen. Solche von Dämonen beherrschte Magier werden Abscheulichkeit (engl.: Abomination) genannt und in ganz Thedas verfolgt. Einen Adepten auf diese Gefahren vorzubereiten, war jeher Ziel der Zirkelausbildung. Der erstmalige Übertritt in das Nichts und die Auseinandersetzung mit einem Dämonen (die sog. Läuterung) bildeten den Abschluss der magischen Grundausbildung. Gelang es dem Adepten nicht, den Verlockungen zu widerstehen, wurde er von den bei der Prüfung anwesenden Wächtern des Templerordens getötet.
Magier, die nicht die notwendige persönliche Stärke aufbringen, Angst vor der Prüfung haben oder verbotene Praktiken ausüben, konnten zudem freiwillig oder auf Anordnung eines Zirkelleiters mit dem Vorgang der sog. Besänftigung ihrer magischen Fähigkeiten beraubt werden. Ein Besänftigter (engl.: Tranquil) verliert dabei auch jegliche Emotion und Gespür für sein soziales Umfeld, was ihn anderen Menschen gegenüber kalt und abweisend erscheinen lässt. Die erzwungenen Besänftigung ist für viele Magier daher eine Schreckensvorstellung. Innerhalb der magischen Disziplinen ist die Blutmagie, mit der die Magier von Tevinter einst den Zugang zur Goldenen Stadt erzwangen und damit die dunkle Brut erschufen, besonders verpönt. Sie gilt einerseits als mächtig, andererseits aber auch als unheilbringend. Ein Blutmagier (engl.: Blood Mage, altern.: Maleficar) ist verstärkt der Gefahr ausgesetzt, zu einer Abscheulichkeit zu werden, weshalb die Ausübung von der Kirche verboten wurde und von den Templern mit großer Härte verfolgt wird. Die einzig erlaubte Blutmagie ist die Erschaffung eines Phylakterions aus dem Blut eines Magiers, mit dem die Templer diesen im Fall einer Flucht wieder aufspüren können.
Da das abgeschiedene Zirkelleben und die Überwachung durch die Templer immer mit starken persönlichen Einschränkungen verbunden war, gab es stets Unzufriedenheiten innerhalb der Magierreihen. Einige, die sog. Abtrünnigen (engl.: Apostates), versuchten aus den Zirkeln zu fliehen bzw. gar nicht erst hineingezwungen zu werden. Auch das Verbot der Blutmagie stieß nicht bei allen Vertretern auf Zustimmung. Mit der Zeit nahmen die Spannungen zwischen Magiern und Templern immer stärker zu, bis sich daraus eine gewaltsame Unterdrückung der Magier durch die Templer entwickelte. Als der abtrünnige Magier Anders in der vom Magier-Templer-Konflikt schwer gebeutelten Stadt Kirkwall die Kirche der Andraste sprengte, kommt es zur offenen Rebellion des dortigen Magierzirkels, der eine Kettenreaktion in ganz Thedas zur Folge hat. Die Handlung von Dragon Age: Inquisition ist gekennzeichnet vom Kampf der Magier gegen den Orden der Templer.

### Die dunkle Brut
Gemäß der Spielwelt-Mythologie drangen die herrschenden Magier des Imperiums Tevinter auf der Suche nach einem mächtigen magischen Ort, der Goldenen Stadt, der Wohnstätte des Erbauers, einst mit Hilfe der Blutmagie ins Nichts ein. Dort wurden sie zwar fündig, doch machten sie durch den Aufenthalt eine Verwandlung durch und wurden nach Thedas zurückgeschleudert, aus ihnen wurden die Ersten der dunklen Brut (engl.: Dark Spawn). Da sie das Tageslicht nicht ertrugen, zogen sie sich unter die Erde zurück. Dort stießen sie auf Dumat, einen der sieben alten Götter, den sie befreiten und der anschließend in Gestalt eines Drachen als erster Erzdämon die Führung über die dunkle Brut übernahm. Die Unterstützung des Erzdämons verlieh der Brut zusätzliche Stärke. Nahezu das gesamte unterirdische Zwergenkönigreich wurde von den Kreaturen überrannt und seither befindet sich das den gesamten Kontinent durchziehende Tunnelnetzwerk, die Tiefen Wege, in ihrer Hand. Als sie ihre Herrschaft an die Oberfläche auszudehnen versuchten, konnten sie durch den neugegründeten Orden der Grauen Wächter zurückgeschlagen werden, der den Erzdämon erschlug und die dunkle Brut somit eines Großteils ihrer Stärke beraubte. Mit der Zurückschlagung dieser sogenannten ersten Verderbnis zog sich die dunkle Brut wieder in die Tiefen Wege zurück, um nach den anderen alten Göttern zu suchen. Jedes Mal, wenn sie einen von ihnen befreien können, übernimmt dieser als neuer Erzdämon die Herrschaft über die dunkle Brut und führt sie in einer neuen Welle der Verderbnis an die Oberfläche. Die Handlung von Dragon Age: Origins beschreibt den Ausbruch der fünften Verderbnis.

### Die Grauen Wächter
Der Orden der Grauen Wächter (engl.: Grey Wardens) wurde ursprünglich gegründet, um der Bedrohung durch die erste Verderbnis entgegenzutreten. Durch konventionelle Waffen und Magie konnte die dunkle Brut jedoch nicht zurückgeschlagen werden; erst mit Hilfe der Blutmagie wurde schließlich ein Weg gefunden. Wer ein Grauer Wächter werden wollte, musste seither als Initiationsritus das normalerweise giftige Blut einer dunklen Brut trinken. Überlebte er dieses Zeremoniell, war er künftig mit der Brut auf übernatürliche Weise verbunden, konnte ihre Anwesenheit spüren und ihre telepathische Kommunikation verstehen. Auch ist es nur einem Grauen Wächter möglich, einen Erzdämonen zu töten, da dessen Seele nach dem Ableben seiner sterblichen Hülle üblicherweise in die nächstgelegene dunkle Brut überwechselte. Nur ein Grauer Wächter kann die Seele des Erzdämons in sich selbst aufnehmen und ihn, unter Aufopferung seines eigenen Lebens, endgültig vernichten. Seither übernimmt der Orden eine übergeordnete Schutzfunktion, wobei er sich aus den alltäglichen politischen Belangen herauszuhalten versucht. Ihre Mitglieder entsagen daher all ihren familiären und politischen Bindungen. Einst hoch angesehen und auf dem gesamten Kontinent vertreten, wurde seine Bedeutung aufgrund der langen Intervalle zwischen den Verderbniswellen immer stärker in Frage gestellt, sodass seine Mitgliederzahl und sein einstiger Wohlstand zunehmend schwanden. Zum Zeitpunkt der fünften Verderbnis in Dragon Age: Origins zählte der Orden in Ferelden nur noch wenige Mitglieder, die mit Ausnahme zweier junger Rekruten (dem Spielercharakter und dem königlichen Bastard Alistair) allesamt in der Schlacht von Ostagar ums Leben kamen.
Das Hauptquartier der Grauen Wächter befindet sich auf der Festung Weisshaupt in Anderfels.

### Die Sucher der Wahrheit
Die Sucher der Wahrheit (engl.: Seekers of the Truth) waren ursprünglich eine Kontroll- und Schutzorganisation der Kirche gegen innere und äußere Feinde. Sie waren, wie auch der Templerorden, dem Oberhaupt der Kirche unterstellt und galten als deren rechte Hand. Ihre Hauptaufgabe bestand in der Kontrolle des Templerordens und das Aufspüren korrupter Machenschaften innerhalb des Ordens oder der Kirchenorganisationen. Auch in besonders schwierigen Fällen von flüchtigen Magiern konnten Sucher zum Einsatz kommen. Ihre Mitglieder rekrutieren sich aus den Reihen der Templer, doch herrscht zwischen den beiden Organisationen auch Konkurrenz. Im Zuge des Templer-Magier-Krieges sagen sich die Sucher ebenso wie der Templerorden von der Führung durch die Kirche los, um in Folge nach eigenem Gutdünken gegen die Magier vorgehen zu können.

### Inquisition
Die ursprüngliche Inquisition entstand nach der ersten Verderbnis, um die Gefahren durch Magie und Ketzertum zu bekämpfen. Nach Verhandlungen mit der Kirche unterstellte sie sich im Vertrag von Nevarra der Leitung der Kirche. Aus ihr gingen schließlich der Templerorden und die Sucher der Wahrheit hervor, die im Auftrag der Kirche die Ausübung der Magie überwachten. Nachdem die Sucher und der Templerorden jedoch in Folge der Ereignisse nach dem Magieraufstand in Kirkwall (Dragon Age 2) den Vertrag mit der Kirche aufkündigten und auf eigene Faust gegen die Magier in den Krieg zogen, kommt es im Verlauf von Dragon Age: Inquisition zur Neugründung der Inquisition. Ihr Hauptziel ist die Bekämpfung der Dämonenarmee, die durch eine magische Bresche in Thedas einzufallen droht.

### Qunari
Der Begriff Qunari steht für Volk des Qun. Im engeren Sinn bezeichnet er das Volk der gehörnten Kossith, umfasst eigentlich jedoch alle Gläubigen des Quns. Zu den Anhängern des Quns können beispielsweise auch Mitglieder der Menschen, Elfen oder Zwerge zählen, doch werden die Kossith als die ursprünglichen und dominanten Vertreter dieser Gruppierung wahrgenommen. Das Qun ist ein Ehrenkodex, der von seinen Anhängern strenge Disziplin erfordert und die bedingungslose Erfüllung seiner gesellschaftlichen Funktion einfordert. Die Rolle jedes Einzelnen ist dabei festgelegt und unveränderlich. Die Botschaften des Qun dürfen nicht hinterfragt werden, versagt ein Gläubiger bei der Erfüllung seiner Pflichten, wird er hart bestraft. Die Qunari glauben nicht an Götter und haben einen missionarischen Auftrag, alle Welt zum Glauben des Quns zu bekehren. Daher werden die Qunari von der Kirche des Erbauers als Bedrohung erachtet. Vom Qun abgefallene Mitglieder werden als Tal-Vashoth bezeichnet und sind Ausgestoßene. Sie verdingen sich oft weitab der Qunarizentren als Söldner oder treten als Banditen auf.

## Hauptreihe

### Dragon Age: Origins

Logo von Dragon Age: Origins

Der erste Titel spielt im Königreich Ferelden und thematisiert den Ausbruch der fünften Verderbnis. Der Spielercharakter steht für einen erst kürzlich rekrutierten Grauen Wächter. Durch den Verrat des königlichen Vertrauten Loghain unterliegt das vereinigte Heer des Königreichs Ferelden und der Grauen Wächter bei Ostagar den Horden der dunklen Brut. Dabei finden der König und nahezu alle Vertreter der Grauen Wächter den Tod. Als einer der letzten Vertreter seines Ordens muss Spielercharakter Verbündete suchen, um dem Erzdämon militärisch gegenübertreten, diesen töten und so die Verderbnis beenden zu können.
Das Spiel erschien nach sechs Jahren Entwicklungszeit im November 2009, ein Jahr nach Übernahme BioWares durch Electronic Arts, für Windows, Mac OS, Xbox 360 und PlayStation 3. Im März 2010 erschien ein Add-on mit dem Titel Awakening. Daneben wurden mehrere Downloaderweiterungen veröffentlicht, von denen einige (Im Stein gefangen, Wächter-Festung, Rückkehr nach Ostagar) die Spielkampagne um neue Erzählungen erweiterten, andere (Die Chroniken der Dunklen Brut, Lelianas Lied, Golems von Amgarrak, Hexenjagd) als eigenständige Abenteuer gestaltet waren.

### Dragon Age 2

Logo von Dragon Age 2

Der zweite Titel handelt von Hawke, dem wahlweise männlichen oder weiblichen Spielercharakter und Champion von Kirkwall. Hawke befindet sich mit der Familie auf der Flucht aus Lothering, als es zeitgleich mit den Ereignissen von Dragon Age: Origins von der dunklen Brut überrannt wird. Der Weg der Flüchtenden führt nach Kirkwall, wo sich Hawke über einen erzählerischen Zeitraum von mehreren Jahren vom einfachen Schmuggler/Schläger zum Helden und Retter der Stadt hocharbeitet. Hawke kommt dabei eine Schlüsselfunktion im sich zuspitzenden Konflikt zwischen dem Templerorden und dem Zirkel der Magie zu, der am Ende in der Zerstörung der Kirche von Kirkwall durch den abtrünnigen Magier Anders kulminiert und zum offenen Krieg zwischen Magiern und Templern führt.
Anders als der Vorgänger erschien Dragon Age 2 bereits nach einer Entwicklungszeit von 16 Monaten erstmals im März 2011, für Windows, Mac OS, Xbox 360 und PlayStation 3. Die Handlung war im Vergleich zum Vorgänger deutlich persönlicher auf den Spielercharakter zugeschnitten. Die damit und mit dem kurzen Entwicklungszeitraum verbundenen Einschränkungen stießen auf deutliche Kritik.

### Dragon Age: Inquisition

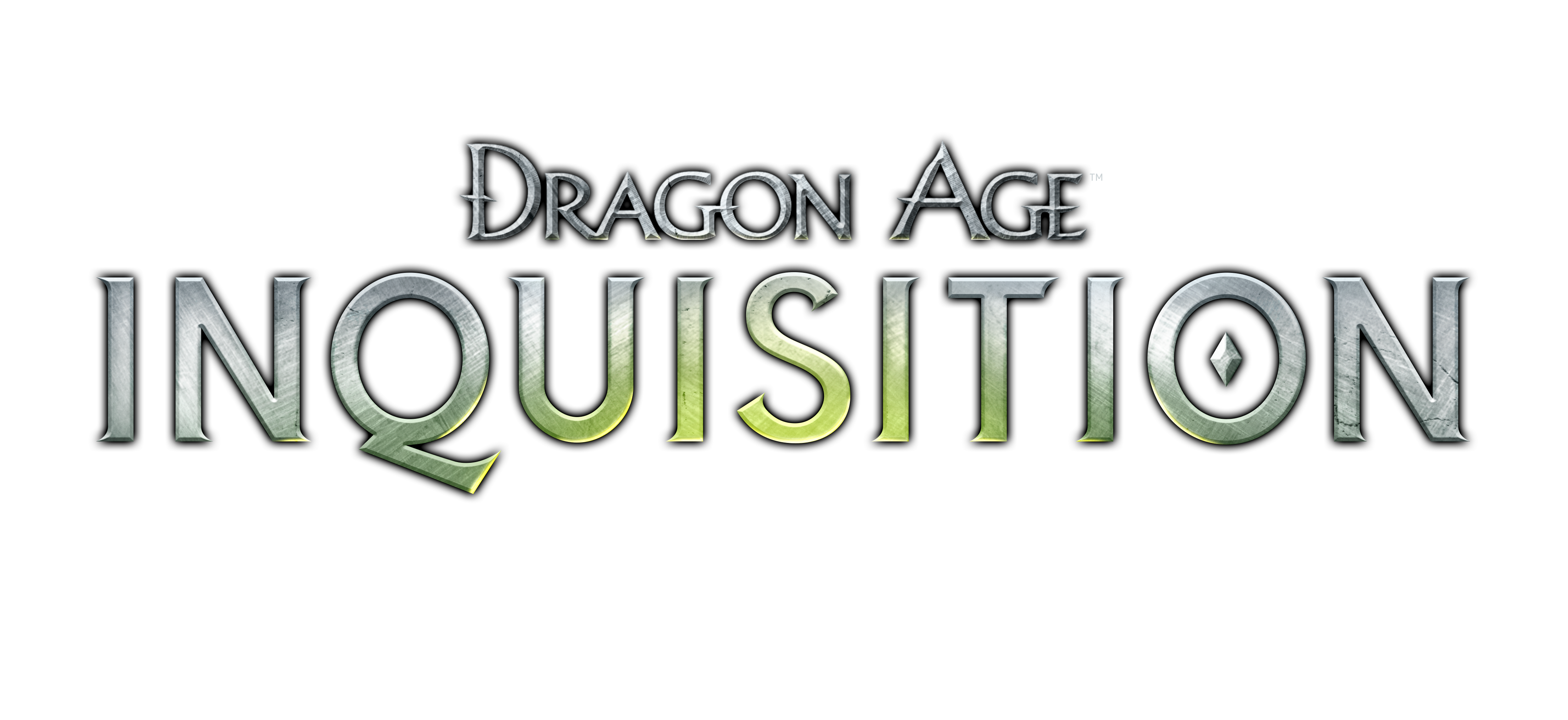
Logo von Dragon Age: Inquisition

Der dritte Titel der Hauptreihe spielt nach dem Ausbruch des Krieges zwischen Templern und Magiern. Im Zentrum der Erzählung steht das Eindringen einer Dämonenarmee in Thedas durch die sogenannte Bresche (engl. The Breach), die die Dimensionsgrenzen zwischen Thedas und dem Nichts einreißt. Sie entsteht aus einer magischen Explosion, die ausgerechnet die von der Kirche initiierten Friedensverhandlungen zwischen Templern und Magier zerstört und die Gruppierungen mit einem Schlag ihrer führenden Köpfe beraubt. Geschwächt durch die anhaltenden kriegerischen Auseinandersetzungen ist Thedas gegenüber dieser neuen Gefahr nicht abwehrbereit. Aus der Explosion tritt jedoch ein Überlebender hervor (die Spielerfigur), der die Fähigkeit besitzt, die überall in Thedas entstehenden kleineren Dimensionsrisse zur Dämonenwelt wieder zu verschließen. Nach altem Vorbild baut der Überlebende die Inquisition wieder auf, um die Verteidigungskräfte im Kampf gegen die Dämonen zu bündeln.
Dragon Age: Inquisition wurde erstmals am 18. November 2014 veröffentlicht, für Windows, Xbox 360, PlayStation 3, Xbox One und PlayStation 4. Nach der Kritik am Vorgänger war das Entwicklungsziel für Inquisition, sich wieder stärker dem Konzept des Erstlings Origins anzunähern. Auch beeinflusst durch den Erfolg des Titels The Elder Scrolls V: Skyrim wurde die Spielwelt größer und offener gestaltet.

### Dragon Age: The Veilguard
Auf den Game Awards 2018 im Dezember des gleichen Jahres gab BioWare mit einem kurzen Teaser Trailer bekannt, dass man nun am vierten Teil der Reihe arbeitet. Laut eines Blogeintrages von BioWare wurde zudem erklärt, dass an dem Spiel ein neu zusammengestelltes Team mit erfahrenen Entwicklern arbeitet, welche bereits zuvor an der Reihe und sogar teilweise an Baldur’s Gate mitgearbeitet haben.
Das Spiel wird 10 Jahre nach seinem Vorgänger Inquisition spielen. Als Hauptantagonisten treten zwei Elfengötter auf, die nach ihrer Gefangenschaft auf Rache sinnen und alles tun werden um die Welt von Thedas zu vernichten. Hauptschauplatz des Spiels wird diesmal nicht das südliche Thedas, sondern das nördliche Thedas sein. Der Spieler kann den Arlathan Wald, Antiva und sogar das von Magiern beherrschte Tevinter besuchen.
Nachdem das Spiel über einen längeren Zeitraum als Dragon Age: Dreadwolf betitelt worden ist, ließ BioWare verlauten, dass der vierte Teil der Dragon-Age-Reihe unter dem Namen Dragon Age: The Veilguard erscheinen wird. Im Rahmen des „Xbox Games Showcase“ im Sommer 2024 wurde ein Trailer des Spiels gezeigt, welcher enthüllte, dass das Spiel am 31. Oktober 2024 für PC sowie Xbox Series X & S und PlayStation herauskommen wird.

## Ableger

### Dragon Age: Journeys
Dragon Age: Journeys wurde von EA2D als Ableger zu Dragon Age: Origins entwickelt. Es handelt sich um ein im Browser gespieltes Rollenspiel, das auf Adobe Flash basiert. Sämtliche Entwicklungsarbeiten von EA2D wurden in Eigenverantwortung durchgeführt, in Absprache mit dem BioWare-Entwicklungsteam zur Wahrung der Konsistenz des Serienhintergrunds. Das Konzept wurde maßgeblich von Daniel Stradwick, Schöpfer des Indietitels Monster’s Den, entwickelt, das optische Design wurde von Adam Phillips (Brackenwood) verantwortet. Geleitet wurde die Produktion von Mark Spenner und Pete Hawley, die das Spiel gegenüber dem US-Magazin Gamepro als eigenständig und nicht als Begleitprodukt verstanden wissen wollten, mit dem sie eine breite Kundenbasis anzusprechen hofften. Das Spiel richtete sich auch mit dem Anreiz an Käufer von Dragon Age: Origins, dass in Journeys Gegenstände für den Haupttitel freigeschaltet werden können.
Journeys vermischt das Spielprinzip von Diablo mit Might and Magic. Der Spieler erstellt sich aus den bekannten Optionen von Origins einen Rollenspiel-Charakter, mit dem er anschließend die Spielwelt erkundet, Quests löst und Kämpfe durchführt. Die Erkundung läuft in Echtzeit, über eine Point-and-Click-Steuerung in einer gezeichnet wirkenden, scrollenden 2D-Landschaft. Die Kämpfe dagegen sind rundenbasiert und werden auf Hexfeldern durchgeführt. Die grafische Benutzeroberfläche entspricht optisch der von Dragon Age: Origins.
Das erste Kapitel des Spiels, The Deep Roads, wurde am 23. Oktober 2009 veröffentlicht und ist kostenlos anspielbar. Es spielt in der Zwergenstadt Orzammar und den umgebenden Tiefen Straßen. Der Umfang wurde von den Entwicklern auf eine Spielzeit von etwa 2,5 Stunden veranschlagt. Die beiden nachfolgenden Kapitel und ein Mehrspieler-Modul sollten zahlungspflichtig erhältlich sein. Allerdings kam es nie zu einer Veröffentlichung.

### Dragon Age: Legends

Logo von Dragon Age: Legends

Dragon Age: Legends wurde von EA2D als Begleitprodukt zu Dragon Age 2 entwickelt. Es handelte sich um ein browserbasiertes Social Game auf der Grundlage von Flash, das am 16. März 2011 zunächst exklusiv für Facebook veröffentlicht wurde, später auch für Google+. Das Spiel war kostenlos, beinhaltete aber auch Bezahloptionen, mit denen ein schnellerer Spielfortschritt erreicht werden konnte (Free-to-play). Das spielerische Konzept stammte von Soren Johnson (Civilization IV), BioWare war beim Entwurf der Handlung mit eingebunden. Wie bereits in Journey konnten Spieler auch in Legends Bonusgegenstände für den Haupttitel Dragon Age 2 freischalten.
Zu Beginn erstellte der Spieler einen menschlichen Krieger-, Magier- oder Schurkencharakter. Mit diesem zog er entlang einer vorgegebenen, manchmal sich verzweigenden Strecke, bis er auf gegnerische Kreaturen traf. Zu dem anschließenden, rundenbasierten Kampf konnte der Spieler Personen aus seiner Freundesliste, die das Spiel ebenfalls spielten, einladen. Nach dem Gefecht bedurfte es jedoch einer gewissen Wartezeit, bevor diese Freunde wieder zu einem neuen Kampf eingeladen werden konnten. Dies konnte entweder durch Zahlung aufgehoben werden oder die Auswahl durch das Einladen weiterer Freunde zum Spiel vergrößert werden. Für erfolgreiche Kämpfe erhielten die Charaktere Erfahrungspunkte und konnten nach Stufenaufstieg neue Fähigkeiten erlernen. Das bei Kämpfen gewonnenen Gold konnte der Spieler in den Ausbau seiner Burg investieren, in der je nach Ausbau und zeitbasiert nützliche Gegenstände für den Kampf hergestellt wurden, die auch mit Freunden getauscht werden konnten. Die Handlung des Spiels war zeitlich parallel zu Dragon Age 2 angesiedelt. Der Spielercharakter wird von seinem Freund Ravi, dem Viscount der Stadt Kaiten, gebeten, seinem in Schwierigkeiten geratenen Sohn Eiton zu helfen.
Am 18. Mai 2012 gab Electronic Arts bekannt, die Server des Spiels zum 18. Juni 2012 abzustellen und das Spiel damit einzustellen. Es wurde jedoch im Juni 2012 in einer Einzelspielervariante zum Download angeboten.
Basierend auf Legends veröffentlichte EA2D im Mai 2011 eine von Evan „PixelAnte“ Miller bearbeitete Version des Spiels mit dem Titel Dragon Age: Legends Remix, die ähnlich einem Remix in der Musikbranche die Elemente des Spiels neu abmischt. In dieser Fassung wurde verstärkt Wert auf schnelle, unterhaltsame Hack&Slay-Kämpfe gelegt. Dabei wurde auch eine neue Handlung um die Vorgeschichte von Viscount Ravi eingeführt. Mit dem animierten Flashvideo Dragon Age: Legends – A Legend is Born von Adam Phillips wurde zudem ein Übergang zu Dragon Age: Legends geschaffen.

### Heroes of Dragon Age
Heroes of Dragon Age, entwickelt von EA Capital Games (vormals Klicknation bzw. BioWare Sacramento), ist ein Free-to-play-Spiel für Android- und iOS-Geräte, das im Dezember 2013 veröffentlicht wurde. Das Spiel besteht aus rundenbasierten Kämpfen, verknüpft mit dem Spielprinzipien eines Sammelkartenspiels. Es basiert auf bekannten Elementen und Figuren der Serie auf, verzichtet jedoch auf eine durchgängige Handlung. Stattdessen werden die Kämpfe mit einer rudimentären Rahmenhandlung lose verbunden, die sich meist an Motiven aus den Spielen orientieren. Wie im Sammelkartenspiel erwirbt der Spieler zufällige Helden, aus denen er eine bis zu fünf Figuren umfassende Truppe erstellt. Für erfolgreiche Kämpfe, die nach dem Stein-Schere-Papier-Prinzip ablaufen und auf die der Spieler außer über die Gruppenzusammenstellung keinen direkten Einfluss hat, erhält er Belohnungen, mit denen er bestehende Spielfiguren verbessern sowie neue Spielfiguren und Hilfsgegenstände erwerben kann. Er kann jedoch nur eine begrenzte Zahl an Kämpfen unmittelbar nacheinander durchführen. Ist das Limit erreicht, muss er einige Zeit abwarten, bis sich sein Kontingent wieder aufgefüllt hat, oder alternativ gegen Bezahlung wieder freischalten lassen. Auch Figuren und Verbesserungen lassen sich durch Bezahlung erwerben.

### Dragon Age: The Last Court
Dragon Age: The Last Court wurde als ein in die Dragon Age Keep integriertes Browserspiel am 8. November 2014, kurz vor der Verkaufsstart von Dragon Age: Inquisition, veröffentlicht. Das von Failbetter Games entwickelte Spiel vermischt das Prinzip eines Textadventures mit Rollenspielelementen. Die Figur des Spielers ist Herrscher der orlaisischen Grafschaft Serault und muss ihren Hof organisieren, um Geheimnisse aufzudecken und eine alte Familienschmach zu tilgen. The Last Court ist inhaltlich eigenständig und nicht mit den Spielen der Hauptreihe verknüpft, beinhaltet jedoch Begegnungen mit bekannten Serienfiguren.

## Anwendungen

### Dragon Age Keep
Die Dragon Age Keep ist eine mit der Online-Vertriebsplattform Origin verknüpfte Online-Anwendung. Sie ermöglicht seit Dragon Age: Inquisition den Import der in den vorherigen Dragon-Age-Spielen getroffenen Entscheidungen in den Nachfolgertitel. Dabei können diese auch nachträglich angepasst werden.

## Verfilmungen

### Dragon Age: Redemption

Logo von Dragon Age: Redemption

Redemption ist eine Webserie, die Zusammenarbeit mit der Schauspielerin Felicia Day entstand und über die Hauptfigur Tallis inhaltlich mit der Downloaderweiterung Mark of the Assassin für Dragon Age 2 verknüpft ist. Die elfische Meuchelmörderin Tallis, die zur Religion des Qun übergetreten ist, erhält den Auftrag, einen fahnenflüchtigen Qunari-Magier aufzuspüren und zurückzubringen. Die erste der sechs Folgen wurde gleichzeitig mit Mark of the Assassin am 10. Oktober 2011 auf YouTube veröffentlicht und im wöchentlichen Abstand bis zum 14. November fortgesetzt. 2012 erschien die Serie auch auf DVD.

### Dragon Age: Dawn of the Seeker

Logo von Dragon Age: Dawn of the Seeker

Dawn of the Seeker ist eine Animeverfilmung des amerikanischen Filmvertriebs Funimation, nach Regie von Fumihiko Sori. Er knüpft an die Thematik der zunehmenden Spannungen zwischen den Magiern und dem Orden der Templer an, die auch in Dragon Age 2 behandelt wurden. Im Mittelpunkt steht die jungen Tempelritterin Cassandra Pentaghast, die eine Verschwörung innerhalb des Templerordens und des Zirkels der Magi aufdeckt. Im Film wird Cassandras Hintergrund beleuchtet und somit die Motive ihrer Rolle in Dragon Age 2 erklärt, wo sie als Akteur erstmals in der Rahmenerzählung der Handlung auftrat. Ursprünglich für 2011 angekündigt, kam der Film im Februar 2012 in die japanischen Kinos, im Mai folgte die Veröffentlichung für den englischsprachigen Markt auf DVD und Blu-ray, im Januar 2013 schließlich auch für den deutschen Markt.

## Belletristik
Romane
- David Gaider: Dragon Age: The Stolen Throne. Tor Books, 2009, ISBN 978-0-7653-2408-5
  - deutsch: Dragon Age: Der gestohlene Thron. Panini Verlag, 2009, ISBN 3-8332-1941-6.
- David Gaider: Dragon Age: The Calling. Tor Books, 2009, ISBN 978-0-7653-2409-2.
  - deutsch: Dragon Age: Ruf der Grauen Wächter. Panini Verlag, 2010, ISBN 978-3-8332-2058-6.
- David Gaider: Dragon Age: Asunder. Tor Books, 2011, ISBN 978-0-7653-3117-5.
  - deutsch: Dragon Age: Zerrissen. Panini Verlag, 2012, ISBN 978-3-8332-2526-0.
- Patrick Weekes: Dragon Age: The Masked Empire. Tor Books, 2014, ISBN 978-0-7653-3118-2.
  - deutsch: Das maskierte Reich. Panini Verlag, 2014, ISBN 978-3-8332-2892-6.
- Liane Merciel: Dragon Age: Last Flight. Tor Books, 2014, ISBN 978-0-7653-3721-4.
- Varric Tethras, Mary Kirby: Hard in Hightown, Dark Horse Comics, 2018, ISBN 978-1-5067-0404-3

Comics
- Penny Arcade: Dragon Age: Origins, Webcomic, 2009.[45]
- Orson Scott Card, Aaron Johnston, Mark Robinson, Jason P. Martin: Dragon Age Volume 1, Idea and Design Works, 2011, ISBN 978-1-60010-774-0.
  - deutsch: Dragon Age Volume 1, Panini Verlag, 2011, ISBN 978-3-86201-094-3.
- David Gaider, Alexander Freed, Chad Hardin: Dragon Age Library Edition, Dark Horse Comics, 2014, ISBN 978-1-61655-384-5. Comicsammlung, bestehend aus den Einzelveröffentlichung:
  - David Gaider, Alexander Freed, Chad Hardin: The Silent Grove, Dark Horse Comics, 2012, ISBN 978-1-59582-916-0.
  - David Gaider, Alexander Freed, Chad Hardin: Those Who Speak, Dark Horse Comics, 2013, ISBN 978-1-61655-053-0.
  - David Gaider, Chad Hardin: Until We Sleep, Dark Horse Comics, 2013, ISBN 978-1-61655-219-0.
- Greg Rucka, Nunzio DeFilippis, Christina Weir: Dragon Age Library Edition Volume 2, Dark Horse Comics, 2018, ISBN 978-1-5067-0660-3. Comicsammlung, bestehend aus den Einzelveröffentlichung:
  - Greg Rucka: Mage Killer #1-#5
  - Nunzio DeFilippis, Christina Weir: Knight Errant #1-#5

Hintergrundwerke
- David Gaider: Dragon Age: The World of Thedas Volume 1, Dark Horse Books, 2013, ISBN 978-1-61655-115-5.
- David Gaider: Dragon Age: The World of Thedas Volume 2, Dark Horse Books, 2015, ISBN 978-1-61655-501-6.

Kunstbände
- BioWare: The Art of Dragon Age: Inquisition, Dark Horse Books, 2014, ISBN 978-1-61655-186-5.

## Weitere Produkte

### Pen-&-Paper-Rollenspiel
Der Verlag Green Ronin Publishing kündigte im Mai 2009 in Kooperation mit BioWare die Veröffentlichung einer Pen-&Paper-Produktreihe zu Dragon Age: Origins an. In einem Interview erklärte BioWare-Produzent Mark Darrah dies als Schritt im Ausbau der Marke zu einem umfangreichen Franchise, um ein breiteres Publikum anzusprechen. BioWare unterstützte Green Ronin demnach bei der inhaltlichen Gestaltung. Vermarktet wird das Rollenspiel unter dem Titel Dragon Age – Dark Fantasy Roleplaying. Es baut auf einem neu entwickelten Regelwerk, der Adventure Game Engine, auf, das von Verlagsleiter Chris Pramas besonders mit Blick auf den leichten Einstieg für Spieler konzipiert wurde, die zuvor noch nie Pen & Paper gespielt haben. Der Kern des Konzepts sah die Entwicklung von vier Boxen vor, die jeweils die Entwicklung über fünf Charakterlevel abdecken sollten, mit Materialien für Spieler, Spielleiter, zum Hintergrund und einem Abenteuer. Die Grundlagen entstanden bereits während der Entwicklungsarbeiten von Origins, als das endgültige Design des Spiels noch nicht abschließend festgelegt war. Pramas erhielt Einblick in BioWares laufende Arbeiten und konnte sich mit den Designern des Spiels austauschen.
Das Spiel wird hauptsächlich mit drei sechsseitigen Würfeln gespielt. Jeder Charakter hat acht Charakterattribute, zwei mehr im Vergleich zum Computerspiel, nämlich Communication und Perception (Kommunikation, Wahrnehmung). Das System verzichtet vollständig auf Talentproben, stattdessen werden alle Proben auf die acht Grundattribute abgelegt. Talente geben stattdessen einen Bonus auf die Würfelproben. Bei den Proben wird in der Regel nur zwischen Erfolg und Misserfolg unterschieden. Nur in wenigen Fällen ist es von Bedeutung, wie gut der Wurf gelungen ist. In diesem Fall wird ein Würfel als sogenannter Drachenwürfel bestimmt, sein Würfelergebnis entscheidet dann über die Qualität der Probe, mit 1 = gelungen bis 6 = herausragend gelungen.
Die erste Publikation, Dragon Age RPG, Set 1, war 2010 bei den ENnie Awards, dem Publikumspreis der Rollenspielmesse GenCon, in den Kategorien „Bestes Spiel“ und „Produkt des Jahres“ nominiert, beim Origins Award 2011 in der Kategorie „Bestes Rollenspiel“. Bei den ENnies 2012 wurden der zweite Regelwerksband Dragon Age RPG, Set 2 für das beste Buchinnendesign und der Quickstart Guide als Bestes kostenloses Produkt nominiert. Das Dragon Age Core Rulebook bekam bei den ENnies 2016 die Auszeichnung als Bestes Spiel und für das beste Innendesign. Außerdem war es in der Kategorie Produkt des Jahres nominiert.
Grundregelwerke
- Chris Pramas: Dragon Age RPG, Set 1, Green Ronin Publishing 2010, ISBN 978-1-934547-30-4.
- Walt Ciechanowski, Jeff Tidball: Dragon Age RPG Quickstart Guide, Green Ronin Publishing 2011. (PDF-Publikation)
- Steve Kenson, T. S. Luikart, Chris Pramas und Jeff Tidball: Dragon Age RPG: Set 2, Green Ronin Publishing 2011, ISBN 978-1-934547-44-1.
- Chris Pramas, Will Hindmarch, Steve Kenson, Mary Kirby, Lauren Roy, Logan Bonner und Zack Walters: Dragon Age RPG: Set 3, Green Ronin Publishing 2012, ISBN 978-1-934547-48-9.
- Chris Pramas: Dragon Age RPG Core Rulebook, Green Ronin Publishing 2017, ISBN 978-1-934547-62-5

Abenteuer & Regelwerksergänzungen
- Jeff Tidball: Dragon Age Game Master's Kit, Green Ronin Publishing 2010, ISBN 978-1-934547-32-8.
- Chris Pramas: Dragon Age: Duty Unto Death, Green Ronin Publishing 2013. (PDF-Publikation)
- Walt Ciechanowski, Kevin Kul und T. S. Luikart: Dragon Age: Blood in Ferelden, Green Ronin Publishing 2013, ISBN 978-1-934547-33-5.
- Steve Kenson: The Dalish Curse, Green Ronin Publishing. (PDF-Publikation)

Supplemente
- Will Hindmarch: Dragon Age Faces of Thedas: Tallis, Green Ronin Publishing 2011. (PDF-Publikation)
- Will Hindmarch: Dragon Age Faces of Thedas: Varric, Green Ronin Publishing 2012. (PDF-Publikation)
- Will Hindmarch: Dragon Age Creatures of Thedas: The Wyvern, Green Ronin Publishing 2012. (PDF-Publikation)

### Actionfiguren
Im Januar 2010 kündigte DC Unlimited, ein Tochterunternehmen von DC Comics, die Veröffentlichung von Actionfiguren zu Dragon Age: Origins an. Dabei handelte es sich um vier Modelle (Duncan, Genlock, Loghain, Morrigan), die parallel zu einigen weiteren lizenzierten Computerspielfiguren (Mass Effect, God of War) produziert wurden.